# アンヌ・ドーヴェルニュ
アンヌ・ドーフィヌ・ドーヴェルニュ（Anne Dauphine d'Auvergne, 1358年 - 1417年9月22日）は、フランスの貴族女性。フォレ女伯およびブルボン公爵夫人。ブルボン公ルイ2世の妻。

## 生涯
オーヴェルニュのドーファン・ベロー2世と、その最初の妻でアルボン家出身のジャンヌ・ダルボン（1337年 - 1369年）の間の一人娘として生まれた。1371年、従叔父にあたるブルボン公ルイ2世と結婚した。1372年、母方の叔父のフォレ伯ジャン2世が死ぬと、フォレ伯領を継承した。ただし、アンヌはまだ未成年だったため、母方の祖母ジャンヌ・ド・ブルボン（1312年 - 1402年、ブルボン公ルイ1世の娘）が1382年まで伯領の統治を代行した。

## 子女
ルイ2世との間に2男2女の計4人の子女をもうけた。
- カトリーヌ（1378年 - ?） - 夭逝
- ジャン1世（1381年 - 1434年） - ブルボン公
- イザベル（1384年 - 1451年以降）
- ルイ（1388年 - 1404年） - ボジョレー領主